# Pjotr Walentinowitsch Tschaadajew
Pjotr Walentinowitsch Tschaadajew (belarussisch Пётар Чаадаеў, russisch Пётр Валентинович Чаадаев; * 21. Juli 1987 in Moskau) ist ein russischer und ehemaliger belarussischer Skispringer.

## Werdegang
Sein Debüt bei internationalen Wettbewerben gab Tschaadajew am 12. November 2001 beim Continental Cup in Kuusamo. Am 12. Januar 2005 stellte er bei der Qualifikation für die Skiflug-Weltmeisterschaft in Bad Mitterndorf/Tauplitz mit einem Sprung über 197,5 Meter den aktuellen belarussischen Rekord auf. Bei den Juniorenweltmeisterschaften 2005 in Rovaniemi errang er den fünften Platz von der Normalschanze. Er war Teilnehmer an den Olympischen Winterspielen 2006, konnte sich aber für den Wettbewerb von der Großschanze nicht qualifizieren und wurde nach einem guten Qualifikationssprung von der Normalschanze disqualifiziert, da seine Ski zu lang waren. Beim Sommer-Grand-Prix 2006 erreichte er einen 76. Platz in der Gesamtwertung. In der Saison 2006/2007 konnte er erstmals Weltcuppunkte erringen und wurde 77. in der Gesamtwertung.
Nach Differenzen mit dem belarussischen Skiverband ging er ab der nächsten Saison nicht mehr für Belarus an den Start und wechselte 2010 nach Russland. Er wurde für den russischen Ersatzkader nominiert. Nach zwei FIS-Cup-Springen eine Woche zuvor ging er am 14. Dezember 2011 in Almaty erstmals für Russland bei einem Continental-Cup-Springen an den Start und konnte mit Platz 27 die ersten Punkte für sein neues Land erreichen. Sein bestes Ergebnis für Russland war ein neunter Rang im Continental Cup am 19. Februar 2012 in Oslo.
Nach dem Ende seiner aktiven Skisprung-Laufbahn 2013 wurde Tschaadajew Skisprungtrainer und arbeitet heute als Ausbilder.

## Erfolge

### Weltcup-Platzierungen
| Saison  | Platz | Punkte |
| ------- | ----- | ------ |
| 2006/07 | 77.   | 007    |

### Grand-Prix-Platzierungen
| Saison | Platz | Punkte |
| ------ | ----- | ------ |
| 2006   | 76.   | 003    |

### Continental-Cup-Platzierungen
| Saison  | Platz | Punkte |
| ------- | ----- | ------ |
| 2002/03 | 168.  | 014    |
| 2003/04 | 136.  | 002    |
| 2004/05 | 081.  | 050    |
| 2005/06 | 117.  | 006    |
| 2011/12 | 050.  | 110    |
| 2012/13 | 170.  | 004    |
| 2013/14 | 174.  | 003    |